# Jackson County (Georgia)
Das Jackson County ist ein County im Bundesstaat Georgia der Vereinigten Staaten. Der Verwaltungssitz (County Seat) ist Jefferson, das nach dem Präsidenten Thomas Jefferson benannt wurde.

## Geographie
Das County liegt im mittleren Norden von Georgia, ist im Nordosten etwa 70 km von South Carolina entfernt und hat eine Fläche von 888 Quadratkilometern, wovon zwei Quadratkilometer Wasserfläche sind, und grenzt im Uhrzeigersinn an folgende Countys: Banks County, Madison County, Clarke County, Barrow County und Hall County.

## Geschichte

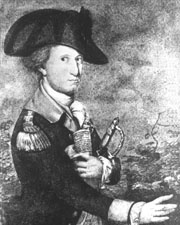
Jackson

Jackson County wurde am 11. Februar 1796 als 22. County in Georgia aus Teilen des Franklin County gebildet. Benannt wurde es nach James Jackson, einem General im Revolutionskrieg, Kongress-Mitglied und Senator.
Das Jackson County Courthouse wurde 1879 erbaut und ist ein Beispiel der neoklassizistischen Architektur zu dieser Zeit. Der Uhrenturm wurde 1906 angebaut. 1978 wurde das Gebäude komplett renoviert.
Im März 2019 geriet Jackson County in die Medien, weil das County 400.000 Dollar an Hacker, vermutlich aus Russland, zahlte, welche die PC-System des Kreises mit Ransomware (Erpressungssoftware) lammgelegt hatten. Nach Zahlung der verlangten Summe erhielt der Kreis den Entschlüsselungscode und das Netzwerk konnte freigeschaltet werden. Es dauert zweieinhalb Wochen, bis alle Schäden behoben waren.

## Demografische Daten
Laut der Volkszählung von 2010 verteilten sich die damaligen 60.485 Einwohner auf 21.343 bewohnte Haushalte, was einen Schnitt von 2,80 Personen pro Haushalt ergibt. Insgesamt bestehen 23.752 Haushalte.
77,2 % der Haushalte waren Familienhaushalte (bestehend aus verheirateten Paaren mit oder ohne Nachkommen bzw. einem Elternteil mit Nachkomme) mit einer durchschnittlichen Größe von 3,18 Personen. In 40,2 % aller Haushalte lebten Kinder unter 18 Jahren sowie in 24,0 % aller Haushalte Personen mit mindestens 65 Jahren.
29,0 % der Bevölkerung waren jünger als 20 Jahre, 25,6 % waren 20 bis 39 Jahre alt, 27,9 % waren 40 bis 59 Jahre alt und 17,5 % waren mindestens 60 Jahre alt. Das mittlere Alter betrug 37 Jahre. 49,6 % der Bevölkerung waren männlich und 50,4 % weiblich.
86,8 % der Bevölkerung bezeichneten sich als Weiße, 6,8 % als Afroamerikaner, 0,2 % als Indianer und 1,7 % als Asian Americans. 2,7 % gaben die Angehörigkeit zu einer anderen Ethnie und 1,8 % zu mehreren Ethnien an. 6,2 % der Bevölkerung bestand aus Hispanics oder Latinos.
Das durchschnittliche Jahreseinkommen pro Haushalt lag bei 53.379 USD, dabei lebten 13,7 % der Bevölkerung unter der Armutsgrenze.

## Kultur und Sehenswürdigkeiten

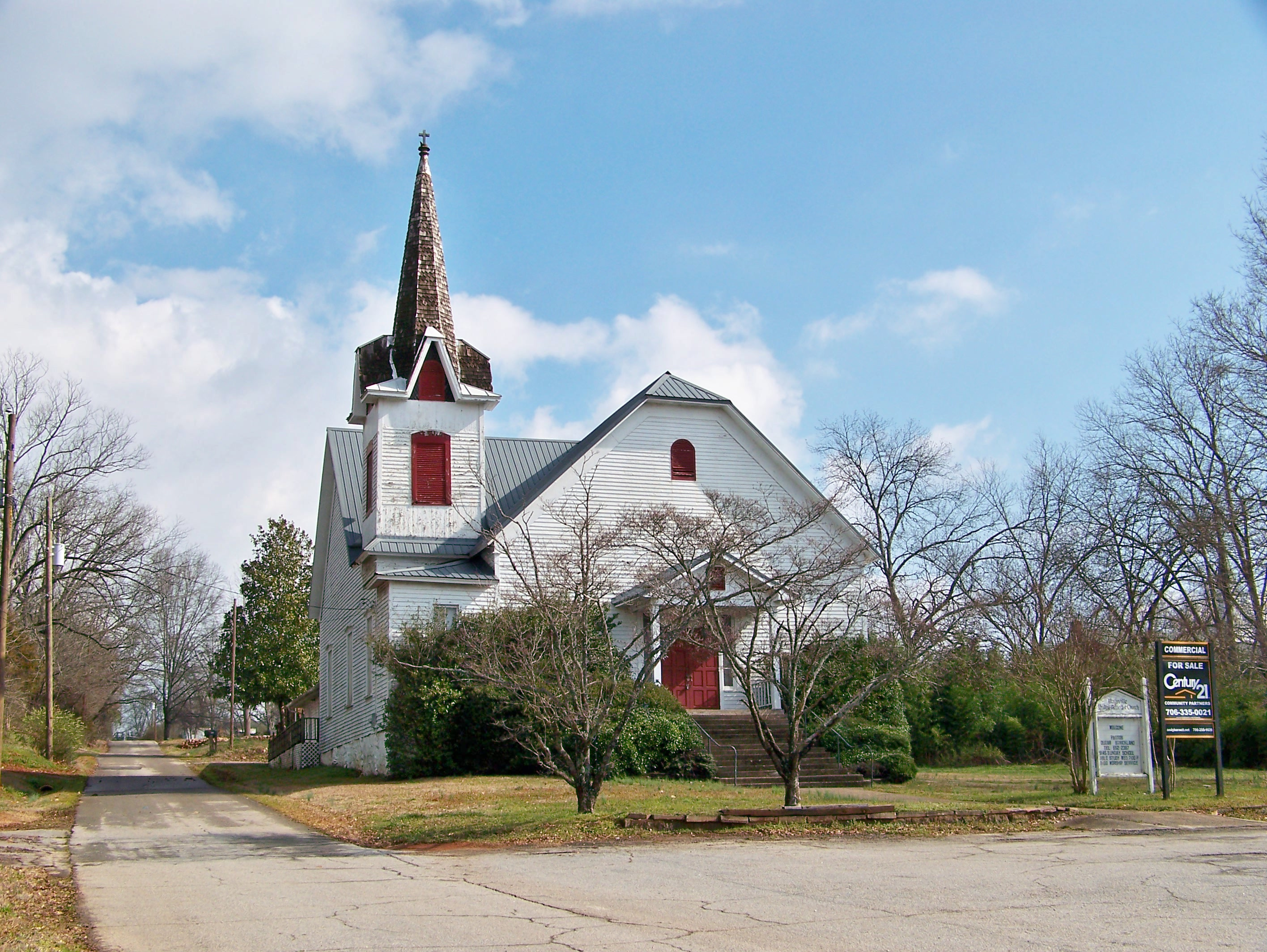
Aufgegebene Kirche im Maysville Historic District (2012). Dieser 69 Hektar große Bezirk umfasst 195 Objekte, die zur Schutzwürdigkeit beitragen (Contributing Properties). Er liegt im Banks und im Jackson County. Im September 1985 wurde der Maysville Historic District als viertes Objekt im County in das NRHP eingetragen.

15 Bauwerke, Stätten und historische Bezirke (Historic Districts) im Jackson County sind im National Register of Historic Places („Nationales Verzeichnis historischer Orte“; NRHP) eingetragen (Stand 24. Januar 2024), neben dem Gerichts-Verwaltungsgebäude des County sind dies unter anderem der historische Ortskern von Jefferson, ein Friedhof und ein ehemaliger Bahnhof.

## Orte im Jackson County
Orte im Jackson County mit Einwohnerzahlen der Volkszählung von 2010:
Cities:
- Arcade – 1786 Einwohner
- Commerce – 6544 Einwohner
- Hoschton – 1377 Einwohner
- Jefferson (County Seat) – 9432 Einwohner
- Nicholson – 1696 Einwohner
- Pendergrass – 422 Einwohner

Towns:
- Braselton – 7511 Einwohner
- Maysville – 1798 Einwohner
- Talmo – 180 Einwohner